# 바드코어
바드코어(bardcore) 또는 태번웨이브(tavernwave)는 2020년에 인기를 얻은 음악 마이크로장르로, 중세풍으로 편곡한 인기 노래들로 구성되어 있다.

## 역사
2017년 12월, '바드코어'라는 용어가 널리 알려지기 전, 얼걸 더 바드가 시스템 오브 어 다운의 "Toxicity"를 중세풍으로 편곡한 버전을 유튜브에 게시했다. 2020년까지 이 영상은 수백만 회의 조회 수를 기록했다.
《가디언》은 바드코어가 하나의 뚜렷한 트렌드로 자리 잡은 시점을 코로나19 봉쇄 기간이었던 2020년 4월 20일로 보고 있다. 이날 독일의 유튜버 코넬리우스 링크가 "Astronomia (Medieval Style)"를 발표했다. 이 곡은 토니 이지가 2010년에 발표한 일렉트로닉 댄스 트랙 "Astronomia"를 리메이크한 것으로, 코핀 댄스 밈의 배경음악으로 널리 알려진 곡이었다.
링크는 몇 주 후 포스터 더 피플의 "Pumped Up Kicks"를 중세풍 연주곡으로 편곡해 발표했고, 캐나다의 유튜버 힐데가르트 폰 블링긴(중세 작곡가 힐데가르트 폰 빙엔의 이름을 재치있게 변형한 것)이 원곡의 가사를 중세풍으로 각색해 보컬을 입힌 버전을 다시 발표했다. 6월 말까지 두 버전 모두 400만 회의 조회 수를 기록했다. 힐데가르트 폰 블링긴은 레이디 가가의 "Bad Romance", 라디오헤드의 "Creep", 돌리 파튼의 "Jolene", 라나 델 레이의 "Summertime Sadness", 고티에의 "Somebody That I Used to Know" 등도 리듬과 가사를 이 장르에 맞게 변형하여 커버했다.
우 탱 클랜은 자신들의 공식 유튜브 채널에 비들 더 바드코어가 커버한 자신들의 곡 "C.R.E.A.M"을 재게시하며 이 바드코어 아티스트를 지지했다.
라트비아 밴드 아울리, 그레이윅, 콘스탄틴 바드, 사무스 오르디쿠스 등 다른 유튜버들도 이 트렌드에 동참했다. 《i-D》의 엘미라 타나타로바는 바드코어가 "중세 시대에 관한 수년간의 밈들이 지닌 무게와, Z세대의 실존적 유머 코드에 부합하는 그 시대의 암울한 분위기를 담고 있다"고 설명한다. 유튜브에서 바드코어 노래와 함께 게시되는 아트워크는 주로 바이외 태피스트리나 채식필사본 스타일로 표현된 중세풍의 커버곡 이미지들이다.
2020년 10월, 스콧 밀스는 BBC 라디오 1의 프라임타임 쇼에서 유명 바드코어 아티스트인 비들 더 바드코어, 힐데가르트 폰 블링긴, 그리고 해리 스타일스의 "Watermelon Sugar"를 커버한 스탠터프의 트랙들을 소개했다.

## 주해
1. ↑  중세 게일과 영국 문화의 전문 이야기꾼이나 음악가였던 음유시인(바드)을 지칭한다.[1]
2. ↑  "바드코어"라는 용어는 2020년 6월 구글 검색에서 급증했다.[4]